# انکیو
انکیو (به ژاپنی: 延久 Enkyū)؛ نام یک عصر تاریخی ژاپنی (نِنگُو) بود. این عصر بعد از جوهو و قبل از جیریاکو قرار داشت و از آوریل ۱۰۶۹ تا اوت ۱۰۷۴ میلادی به طول انجامید. در طی این عصر امپراتور گو-سانجو و امپراتور شیراکاوا امپراتور ژاپن بودند.